# Серру-Ларгу (микрорегион)

Серру-Ларгу на карте.

Серру-Ларгу (порт. Microrregião de Cerro Largo) — микрорегион в Бразилии, входит в штат Риу-Гранди-ду-Сул. Составная часть мезорегиона Северо-запад штата Риу-Гранди-ду-Сул. 
Население составляет 	66 065	 человек (на 2010 год). Площадь — 	2 254,258	 км². Плотность населения — 	29,31	 чел./км².

## Демография
Согласно сведениям, собранным в ходе переписи 2010 г. Национальным институтом географии и статистики (IBGE), население микрорегиона составляет:						
| Полное население                             | Полное население                             | Полное население                             | Полное население                             | 66 065 |
| -------------------------------------------- | -------------------------------------------- | -------------------------------------------- | -------------------------------------------- | ------ |
| в том числе:                                 | Городское население                          | 34 306                                       | Процент городского населения, %              | 51,93  |
|                                              | Сельское население                           | 31 759                                       | Процент сельского населения, %               | 48,07  |
|                                              | Мужское население                            | 33 123                                       | Процент мужского населения, %                | 50,14  |
|                                              | Женское население                            | 32 942                                       | Процент женского населения, %                | 49,86  |
| Плотность населения, чел/км²                 | Плотность населения, чел/км²                 | Плотность населения, чел/км²                 | Плотность населения, чел/км²                 | 29,31  |
| Население микрорегиона в % к населению штата | Население микрорегиона в % к населению штата | Население микрорегиона в % к населению штата | Население микрорегиона в % к населению штата | 0,62   |

## Статистика
- Валовой внутренний продукт на 2003 составляет 711 612 936,00 реалов (данные: Бразильский институт географии и статистики).
- Валовой внутренний продукт на душу населения на 2003 составляет 10 470,75 реалов (данные: Бразильский институт географии и статистики).
- Индекс развития человеческого потенциала на 2000 составляет 0,756 (данные: Программа развития ООН).

## Состав микрорегиона
В составе микрорегиона включены следующие муниципалитеты:
1. Кайбате
2. Серру-Ларгу
3. Гуарани-дас-Мисойнс
4. Мату-Кеймаду
5. Порту-Шавьер
6. Роки-Гонзалис
7. Салвадор-дас-Мисойнс
8. Сети-ди-Сетембру
9. Сан-Паулу-дас-Мисойнс
10. Сан-Педру-ду-Бутия